# Bo Thern
Bo "Bosse" Göran Thern, född den 10 januari 1940, död 10 april 2023, var en svensk fotbollsspelare och -tränare. Han var far till Jonas Thern och därmed farfar till Simon Thern. Thern har bland annat varit tränare för IFK Falköping, dit han 1968 kom från Ifö/Bromölla IF som spelande tränare, och blev senare tränare för Kinnarps IF (en del av dagens Kinnarp-Slutarps IF). I Kinnarps IF var Bo Thern spelande tränare och representerade klubben i 82 matcher och gjorde 32 mål.